# حسون الحلي
حسين بن عبد الله بن مهدي الحلّى يعرف أيضًا ب حَسّون العبد الله الحِلّي (1834 - 1887) شاعر عراقي. ولد في مدينة الحلّة في العراق ونشأ بها. ذاغ صيته شاعراً وخطيباً. تنوعت مواضيع شعره بين الغزل الرقيق والحماسيّ الملتهب، والوصف الجميل. توفي في الحلة ودفن في النجف. 

## سيرته
هو حسون/حسين بن عبد الله بن مهدي الحلي. ولد في مدينة الحلة جنوبي بغداد سنة 1834 م/ 1250 هـ. نشأ في الحلة وتكونت شاعريته وذاعت خطبه فيها. هو شاعر وخطيب ديني. كان ناثراً جهوري الصوت حلو النبرات يؤثر في سامعيه.

توفي بالحلة، ودفن في مدينة النجف سنة 1305 هـ/ 1887 م.

## شعره
قال عنه عبد العزيز سعود البابطين في معجمه «يجري جُلُّ شعره في محورين: رثاء الشخصيات التاريخية، ورثاء الشخصيات المعاصرة، وفي المحورين تسري روح دينية ونزعة تقديس وإجلال، ولكنها تصعد إلى مستوى الملحمية أو تقاربها في المحور الأول. وله شعر في النسيب (الرمزي) على أن هذه المحاور الثلاثة تلتقي في صنعة الشعر: فهو في جملته من الموزون المقفى، وصوره مستمدة من مجازات وتشبيهات وتضمينات الشعر القديم.» وقد تحدثت بعض المصادر عن مجموعة صغيرة من شعره عند ولده علي، ولم يُعرف مصيرها بعد وفاة هذا الولد. من شعره تحية الديار:

## وصلات خارجية
- في معجم البابطين